# Међународна аутомобилска федерација
Међународна аутомобилска федерација (фр. Fédération Internationale de l'Automobile), позната и под скраћеницом Фија (фр. FIA), јесте удружење основано 1904. године са циљем да представља интересе аутомобилиста и њихових организација. Седиште удружења је у Паризу, а тренутни председник је Мухамед ибн Сулајем. Удружење окупља многе националне организације аутомобилиста, међу којима је и Ауто-мото Савез Србије. FIA организује многа међународна аутомобилска такмичења, међу којима је свакако најпопуларнија Формула 1 и Светско првенство у релију (ВРЦ).

## Историја
Међународно удружење аутомобилских клубова Реконус (AIACR, енглески: 'International Association of Recognized Automobile Clubs') основано је у Паризу 20. јуна 1904. као асоцијација националних мото клубова. Удружење је осмишљено да заступа интересе корисника аутомобила, као и да надгледа растућу међународну сцену мото спорта. Године 1922, AIACR је делегирао организацију аутомобилских трка Међународној спортској комисији (CSI), која је поставила прописе за међународне Гранд При трке аутомобила. Европско возачко првенство уведено је 1931. године, са титулом која се додељује возачу са најбољим резултатима на одабраним Гранд При-има. Након обнављања аутомобилских трка после Другог светског рата, AIACR је преименован у Међународну аутомобилску федерацију. FIA је успоставила низ нових тркачких категорија, међу којима су Формуле 1 и 2, и створила прво Светско првенство, Светско првенство возача Формуле 1, 1950. године.
CSI је утврдио прописе и календар великих међународних шампионата, као што су Светско првенство Формуле 1, Светско првенство спортског аутомобилима и Европско првенство у релију. У међувремену, организатори појединачних трка (на пример локални или национални клубови) били су одговорни за прихватање пријава, исплату новчане награде и опште вођење сваког догађаја. У Формули 1, ово је довело до напетости између тимова, који су се формирали у Удружење конструктора Формуле 1 (FOCA) основано 1974. године, организатора догађаја и CSI. FIA и CSIсу углавном биле аматерске организације, а FOCA под контролом Бернија Еклстона почела је да преузима одговорност за различите аспекте организовања догађаја, као и за постављање услова са организаторима трке за долазак тимова и износ новчане награде. То је довело до тога да је председник FIA принц Метерних покушао да поново потврди свој ауторитет тако што је 1978. именовао Жан-Мари Балестра за шефа CSI , који је брзо реформисао комитет у аутономну Међународну спортску аутомобилску федерацију (FISA).
Под Балестровим вођством, FISA и тимови које подржава произвођач су се укључили у спор са FOCA-ом (назван „рат FISA–FOCA“). Сукоб је довео до отказивања или бојкота неколико трка, као и до великих неслагања око техничких прописа и њиховог спровођења. Спор и Конкорд споразум који је написан да га оконча имали су значајне последице по FIA. Споразум је довео до тога да је FOCA стекла комерцијална права над Формулом један, док су FISA  и FIA имале контролу над спортским прописима. Шеф FOCA Берни Еклестон постао је потпредсједник FIA са контролом над промоцијом Светског првенства FIA, док би правни савјетник FOCA и бивши менаџер фирме March Engineering Макс Мозли на крају постао предсједник FISA 1991. Мозли је наследио Балестра на месту председника FIA 1993. године и реструктурирао је организацију, распуштајући FISA и стављајући аутомобилске трке под директну управу FIA.
Након Велике награде Сан Марина 1994. године, на којој су погинули Ајртон Сена и Роланд Раценбергер, FIA је формирала Стручни саветодавни комитет за безбедност ради истраживања и побољшања безбедности у моторним тркама. Њиме је председавао шеф медицине Формуле 1, професор Сид Воткинс. Комитет је радио са Удружењем за истраживање моторне индустрије на јачању отпорности аутомобила на сударе и система за задржавање и на побољшању личне безбедности возача. Препоруке комитета довеле су до знатно строжих тестова судара за тркачка возила, нових безбедносних стандарда за кациге и тркачка одела, и коначног увођења HANS уређаја као обавезног у свим међународним тркачким серијама. Комитет је такође радио на побољшању безбедности кола. Ово је довело до бројних промена на стазама за моторне трке широм света и побољшања ударних баријера и медицинских процедура поред стазе.
FIA је била један од оснивача Европског програма за процену нових аутомобила, програма за безбедност аутомобила који тестира нове моделе и објављује безбедносне извештаје на возилима. Мозли је био први председник организације. FIA је касније помогла у успостављању Латинског NCAP-а и Глобалног NCAP-а.
FIA је 2022. године објавила именовање свог првог генералног директора, Натали Робин.

### Истрага Европске комисије
Дирекција за такмичење Европске комисије и FIA су биле укључене у спор око комерцијалне администрације мотоспорта током 1990-их. Комесар за такмичење, Карел Ван Миерт, примио је бројне жалбе од телевизијских компанија и промотера мотоспорта 1997. да је FIA злоупотребила свој положај управног тела мотоспорта. Ван Миертова почетна истрага није била окончана до 1999. године, што је довело до тога да је FIA тужила Европску комисију, наводећи да је кашњење изазвало штетну неизвесност, и успешно је примила извињење од Комисије због цурења докумената који се односе на случај. Марио Монти преузео је дужност комесара 1999. године, и Европска комисија је отворила званичну истрагу против FIA. Комисија је навела бројна кршења Европског закона о конкуренцији, усредсређена на FIA-ину администрацију лиценци потребних за учешће у мотоспорту и контролу телевизијских права над мотоспорским догађајима које је одобрила. Да би се такмичио у дисциплинама које је FIA одобрила, такмичар је морао да поднесе захтев за лиценцу, која је забрањивала лиценциранима да ичествују у серијама које нису под контролом FIA. Ова одредба, која се такође односила на тркачке стазе и промотере, спречила је ривалске шампионате да се такмиче против FIA шампионата ограничавајући њихов приступ објектима, возачима и произвођачима возила. Поред тога, FIA  је такође имала надлежност над телевизијским правима за све међународне мотоспортске догађаје, која је потом пренета на Интернационалне комуникаторе спортског света, компанију коју контролише Еклстон. То је значило да су организатори били приморани да своја првенства промовишу користећи исту компанију која је управљала пословима других мотоспортских догађаја, што је потенцијални сукоб интереса. Комбинација ових захтева је значила да је Еклстонова администрација Формуле 1, која је сада контролисала комерцијална права Формуле 1, била заштићена од конкуренције било каквог ривалског шампионата.
Истрага је затворена 2001. године након што су се FIA  и FOA сложиле са низом услова. Како би поштено регулисала сав међународни мотоспорт, FIA се сложила да ограничи своје учешће на улогу спортског регулатора и да прода комерцијална права за своја првенства, укључујући и Формулу један. Ово је требало да спречи сукоб интереса између регулаторне улоге FIA-е и било које комерцијалне предности коју може да добије успехом одређених шампионата. FIA више није могла да спречи успостављање такмичења која не администрира, нити је могла да користи своја овлашћења да спречи такмичење у Формули 1. Еклестон и FOA више нису управљали комерцијалним правима за друге мотоспортске догађаје ван Формуле 1. Еклстон је продао компанији ISC, која је сада контролисала само права на рели, и повукао се са своје улоге потпредседника FIA. Као резултат ове пресуде, FIA је продала комерцијална права на Формулу 1 Групи Формуле 1 на 100 година за 360 милиона долара.

## Критике
Године 2007. и 2008. FIA је била критикована по два основа. Контроверза о шпијунажи Формуле 1 2007. укључивала је оптужбе против Макларена, који је оптужен за крађу технолошких тајни од Ферарија. Коментаришући како је FIA поступила са ситуацијом, Мартин Брандл је написао рубрику у Sunday Times под насловом „Лов на вештице прети да поквари трку за светску титулу“ у којој је оптужио FIA за лов на вештице против Мекларена. Светски савет за моторни спорт је реаговао издавањем налога против Sunday Times због наводне клевете. Брандл је одговорио рекавши „Заслужио сам право да имам мишљење“, и сугерисао да је писмо „знак упозорења другим новинарима“.
Године 2008, појавиле су се оптужбе да је председник FIA Макс Мозли био умешан у скандалозно сексуално понашање. Након одлуке FIA из јуна 2008. да задржи Макса Мозлија на месту председника, немачки огранак FIA-е, ADAC (највеће европско аутомобилско тело), објавио је: „Са жаљењем и неверицом гледамо на одлуку Генералне скупштине FIA у Паризу, да задржи Макса Мозлија на функцији председника FIA“. Они су замрзли све своје активности са FIA-ом док Макс Мозли не напусти функцију.